# Laxenecera macquarti
Laxenecera macquarti là một loài ruồi trong họ Asilidae. Laxenecera macquarti được Oldroyd miêu tả năm 1980.